# Психопатологија мишљења
Психопатологија мишљења представља појам којим се означава неадекватно функционисање психичке функције мишљења. Поремећаји мишљења могу да буду по: начину (врсти), форми и садржају.
Мишљење можемо представити као сложену психичку функцију помоћу које се уочавају везе и односи између разних предмета и појава, схватају збивања у реалном свету и омогућава прилагођавање, односно живот у њему.

## Општи појам мишљења
Мишљење такође можемо дефинисати као психичку функцију којом се сагледавају везе и односи у објективном окружењу, а применом специфичних интелектуалних операција (мисаоне операције), као што су: упоређивање, анализа, синтеза, генерализација конкретизација, апстрактизација, дедукција, индукција, компарација (упоређивање), претпостављање, дефинисање, оповргавање и асоцијација, преко којих се доносе закључци, чија је сврха остваривање животних активности прилагођених реалитету. Поред мисаоних операција, човек користи и мисаоне облике, који се заједно са мисаоним операцијама називају мисаона средства. Мисаони облици могу бити: опажај, представе сећања, појам, суд, закључак и мотив. Мишљење се може одвијати и без непосредног присуства опажања (апстрактно мишљење), а служи задовољењу социјалних и биопсихолошких потреба. Мишљење потпада под утицај и других психичких функција, као што су: нагони, воља, опажање, памћење, пажња, интелигенција, функције свести и моралности.. Такође треба издвојити и грешке у мишљењу, које су свакодневна појава. Оне потичу од предрасуда, антипатија, симпатија, конформираности, утицаја васпитања, погрешно коришћених симбола и појмова, некоректне употребе логичких операција, погрешним претпоставкама, због жеља, мотива, осећања, сумње, лажних уверења, претеране фантазије, интуиције итд.

### Етиологија настанка поремећаја мишљења
Услови настанка поремећаја мишљења деле се на:
- Ендогена или егзогена оштећења функције или ткива мозга.
- поремећаји других менталних функција - осећања, воље, свести, нагона, памћења, или посебних психичких стања, као што је рецимо затворска психоза.
- Озбиљна душевна обољења, као што су: схизофренија, параноја, депресија, манија итд.[7]

## Врсте мишљења
Врсте мишљења или начин мишљења се односи на његово испољавање, на основу којег разликујемо, синкретичко, конкретно, апстрактно и аутистично мишљење.

### Синкретичко мишљење
Синкретичко мишљење се виђа код мале деце, које се испољава приписивањем живота, спољним објектима на аниманистички начин.

### Конкретно мишљење
Конкретно мишљење (примитивно, архаично, перцептуално) се одвија уз помоћ представа. Разликују се живи од неживих објекта, али се процес мишљења заснива на сликама појединачних објеката, а не појмова. Конкретно мишљење је својствено малој деци, оскудно образованим особама, код примитивних особа, код припадника неких изолованих етничких група, код олигофрених, дементних и оболелих од схизофреније. Овакав вид мишљења карактерише не разликовање узрока и последице, конкретност (буквално схватање), поистовећивање слике и објекта, изостанак формирања појмова и немогућност чисто појмовног оперисања од сензорних импресија. Фактор искуства се искључује. Магичне силе су узрок многих необјашњивих збивања. Овакав начин мишљења не познаје природна збивања, њихове законитости и правилности. До тих се сазнања долази тек након дуготрајних запажања, испитивања и размишљања. Примери конкретног мишљења могу бити: У многобројним путописима је овакво мишљење илустровано описом односа примитивних племена према помрачењу Сунца или Месеца; Поглавица северноамеричког индијанског племена не дозвољава странцу да однесе цртеже бизона са собом кући, под објашњењем да ће на тај начин они више неће имати шта да лове; Врач који боде слику свог непријатеља, како би му нанео бол; Мала деце се служе прстима приликом рачунања и бројања; Болесник са параноидном схизофренијом изјављује у свом очају како "они" имају његов датум рођења и сада могу да раде са мном шта им је воља.

### Апстрактно мишљење
Апстрактно или појмовно мишљење се заснива на способности извлачења (апстраховања) појма од конкретног садржаја. Оно одликује психички здраву, одраслу и цивилизовану особу. Заснива се на коришћењу појмова одвојених од сензоријалних слика сећања, уз употребу интелектуалних операција као што су анализа, синтеза, дедукција, индукција, апстракција, конкретизација, генерализација, специјализација и сл., што омогућава стицање нових, на бази постојећих спознаја - креативно мишљење. Мишљење се изражава унутрашњим (за себе, или као припрема за спољашњи) или спољашњим (као начин комуникације са другим особама) говором. У апстрактном, за разлику од конкретног мишљења, разликују се узрок од последице, односно, уочава каузална веза између појава. Целокупни развој културе и цивилизације са сви њеним достигнућима: научним, техничким, филозофским, уметничким, политичким, религиозним и др., почива на овој психичкој детерминанти човека као биолошког, али и духовног бића.

### Аутистично мишљење
Аутистично мишљење се среће код особа оболелих од схизофреније. Аутистично мишљење карактерише: губитак граница властитог ега, у односу на спољашњи реални свет (окружење). Затим игнорисање објективне реалности, сем у делу који се односи задовољавања примитивних биолошких потреба особе. Стварање имагинарног света на подлози афекта, фантазија и жеља. Распад логичног мишљења, који води поремећају у комуникацији (дезинтеграција језичке структуре у погледу фонетике, лексије, синтаксе, семантике и прагматике).

## Поремећаји мишљења по форми[1][10][11][12][13][14][15].[7][9][16]
Форма мишљења се исказује брзином асоцијација, усмереношћу, континуитетом и лингвистичком регуларношћу.
Брзина асоцијација физиолошки може веома варирати од особе до особе, али ипак, у нормалним околностима је увек без већих напора, прихватљива за саговорника.
Усмереност мисли се изражава кроз њихову логичну и смисаону повезаност са јасном тенденцијом ка одређеном циљу.
Континуитет мисаоног тока јесте његова непрекинутост све до потпуне реализације циљне представе.
Лингвистички исправно је оно мишљење које је адекватно у домену лексике, синтаксе, семантике и прагматике.

### Врсте поремећаја мишљења по форми могу бити:

#### Неуобичајена ефикасност мишљења:

##### Болесна опширност
Болесна опширност или опширно мишљење, настаје као последица губитка процене информативне вредности мисаоног садржаја. Споредне асоцијације постају циљне представе. Износи се маса крајње безначајних информација, при исказивању жељеног садржаја и кључне мисли. Виђа се код интелектуално дефицитних стања, у вези са проблемом одвајања битног од небитног или епилепсије (лепљивост оболелих од епилепсије - пацијент се стално врти и враћа на једну те исту тему, као да не може да се од ње одлепи), деменције и хипоманије.

##### Успорени мисаони ток
Закочено мишљење или успорени мисаони ток се најчешће јавља код депресивних болесника и особа са можданим оштећењем. Говор је ретко спонтан, оскудан је и везан за узак круг тема, сматра се да настаје у вези са пренаглашеним ангажовањем менталне енергије, на сопствени унутрашњи мисаони садржај. Алтернативни појмови се споро формирају. Код органских оштећења мозга овакво мишљење је праћено Брадилалијом (успореним говором) и брадипсихијом (успореност свих менталних процеса). Најизраженији облик закочене мисаоне активности је мутизам, односно потпуно гашење говорних импулса, када болесник уопште не говори спонтано, нити одговара на постављена питања.

##### Убрзани мисаони ток
Убрзани мисаони ток је последица појаве великог броја асоцијација. Идеје просто сустижу и прескачу једна другу, у тој мери да се губи целовитост и заокруженост мисли. Испољава се бујицом речи - логорејом, а у екстремном степену настаје бег идеја - fuga idearum. Разумевање слушаоцу је знатно отежано. Ово стање се среће код маничних болесника.

#### Поремећај асоцијација:
Мисли се губе од једног предмета ка другом и нису повезане, у тежим облицима, комплетно су неповезане - расуло мисли( скоковите асоцијације) - инкохерентно мишљење. Томе повремено доприносе и асоцијације по звучности (речи се римују без логичког смисла). Сличан феномен је и преусмерење - нагло скретање основног мисаоног тока без блокаде.

##### Блок у мишљењу
Блок у мишљењу се се уочава као прекид континуираног излагања. Појава се може запазити и код психички здравих особа и оболелих од схизофреније. С разликом што код психички здравих особа, које на питање "где сам оно стао" дискретна подршка саговорника омогућава наставак започете мисли. Психопатолошки прекид асоцијација се на овај начин не може превазићи ("крађа мисли"). Пацијент после изненадног застаја у излагању, подршком ипак не може да настави излагање.

##### Конфузно или инкохерентно мишљење
Конфузно или инкохерентно мишљење се манифестује очуваношћу реченица, али уз кидање веза између њих, због чега излагање постаје разбијено и фрегментирано, па је могуће схватити тек из целокупног контекста. Увид болесника у проблеме оштећеног асоцијативног повезивања изостаје. Ово стање се виђа код схизофреније.

##### Расуло мисли
Расулом мисли се представља прекид асоцијативног, логичног тока мисли. Запажа се неадекватна примена речи и формирање сопствених, околини неразумљивих речи (комбинацијом слова у новоформираним речима, које су можда разумљиве само болеснику). Виђа се код оболелих од схизофреније.

##### Дисоцирано мишљење
Дисоцирано мишљење је поремећај који нарушава синтаксичку структуру реченице.

##### Салата од речи
Салата од речи је најтежи поремећај мишљења по форми. Карактерише га изговарање потпуно бесмислених и неповезаних речи и реченица, без икакве форме и смисла. Пацијента није могуће разумети и ово стање се виђа код схизофреније.

##### Персеверација
Персеверација подразумева појаву невољног понављања одређене речи или реченица (вербално или писмено), упркос настојања пацијента да каже нешто друго, са могућом асоцијативном повезаношћу, али само по форми (римовање или звучност). Виђа се код можданих лезија и схизофреније.

## Поремећаји мишљења по садржају[1][7][8][9][10][11][13][14][15][16]
Садржај мишљења карактеришу реалност, детерминација, констелација мишљења, увиђавност и критичност.
Реалност мисаоног садржаја подразумева оперисање објективним предметима, појмовима и њиховим односима, у контексту опште познатих и признатих својства.
За мишљење кажемо да је детерминисано онда кад је очувана циљна представа која мисаоном току даје јасан смисао у погледу садржаја.
Нормална констелација мишљења огледа се у присуству мисаоних садржаја који су у складу са субјективним, актуелним интелектуалним и афективним побудама у оквирима реалног. Насупрот имамо патолошке мисаоне констелације код којих су идеациони садржаји круто афективно поларизовани, везани су за суманутост, или неповезани и бесмислени.
Увиђавност јесте очувана способност схватања овога стања у складу са опште прихваћеним критеријумима.
Критичност означава спремност да се коригују сопствени ставови, уколико за то постоје убедљиви аргументи.

### Типови поремећаја мишљења по садржају
Сходно доминирајућим садржајима, поремећаји мишљења по садржају се разврставају на:

### Прецењене идеје
Прецењене идеје (преокупације) карактеришу се тиме што се субјект стално задржава на једном проблему (теми). Таква заокупљеност несврсисходно троши емоционалну енергију појединца и одређује правац његовог деловања. Нпр. психијатар који верује да је психијатрија најважнија област медицине и да све болести имају порекло у психи; подређивање укупних активности ставу да је еколошко загађење енормно велико, и дистанцирање од неразумно великог броја предмета или прехрамбених артикла који су "загађени", и промена начина живота у вези с тим; Секташ који је убеђења да је само његова вера вредна праћења, а да сви остали се налазе у тешкој заблуди и да је његова дужност да их на сваком кораку позива на покајање и обраћање у његову веру; Ватрени противник пушења спреман да у свакој прилици бесомучно критикује пушаче, упозоравајући их на све штете дувана по њихово здравље и на непримереност те навике; Антиалкохоличар који позива на лечење сваког ко макар и омирише алкохолно пиће; Вегетаријанац који изражава отворено гађење пред свима чим угледа неку намерницу животињског порекла, нарочито месо.

### Присилне идеје
Присилне идеје или опсесивне мисли се карактеришу њиховом наметнутошћу и поред активног настојања особе да их отклони. Особа сама увиђа бесмисленост и баналност такве мисли, која је за њу непријатна и мучна. За разлику од прецењених и суманутих идеја за које се особа залаже, овде се болесник ангажује против њих, углавном безуспешно, с обзиром да такви покушају доводе до појачавања анксиозности. Прм. Пацијенткиња, привржена мајка, којој се намеће мисао да ће ножем пробости своје дете, које неизмерно воли, при чему схвата ирационалност ове идеје и улаже напор да се ње ослободи. Опсесије су карактеристичне за опсесивно-компулзивну неурозу, али их можемо видети и код схизофрених пацијената. Треба разликовати присилне, опсесивне мисли од фасцинација, које су пријатног садржаја.

### Сумануте идеје (суманутости)
Сумануте идеје (суманутост) представљају недискутабилна веровања, настала на болесној основи, без покрића у стварним чињеницама. Болесник се понаша сходно својим закључцима и за њих се активно залаже. Она се не могу исправити позивањем на разум особе која их има и која нису у складу са васпитањем и средином у којој живи особа са таквим веровањима. Сумануте идеје могу бити синтимне и кататимне.
Синтимне су секундарне, изведене из примарно патолошки измењеног афекта: депресивно расположење праћено је често идејама пропасти, осиромашења и кривице, а манија иде уз идеје беличине, високог порекла, богатства итд.
Кататимне суманутости нису у вези са афективним стањем болесника као на пример код идеје прогањања.
Зависно од врсте садржаја, постоје више врста суманутих идеја.
Према структури запажамо две варијанте суманутих идеја:
- Високо систематизоване, логичне, неподложне корекцији код којих су искључиво због погрешне полазне мисли, финални закључци патолошки (параноидна суманутост).
- Заједница са закључцима, евидентно алогичне, апсурдне, али је терапијска корекција у некој мери могућа (параноидна структура).

Сумануте идеје су скору увек знак озбиљног душевног обољења (психозе).

#### Варијације суманутих идеја:[11][18][19]

##### Сумануте идеје прогањања
Болесник има утисак континуираног праћења, прислушкивања, прогоњености од стране блиских, познатих или непознатих лица и група људи, одређених организација или државних институција. Он има доживљај озбиљне животне угрожености. Прогонитељи се служе најразноврснијим средствима да би остварили свој циљ (свемирске зраке, електричну струју, парапсихолошке способности, невидљива зрачења, телевизијски екран, интернет и сл.). Пацијент у вези с тим покреће низ активности у смеру заштите свог живота (сам спрема своју храну, избегавање одређених „сумњивих” контакта, рестрикција кретања и сл.). Даљом прогресијом болести, пацијент се понекад усмерава активној „самоодбрани”, када (реактивно) постаје реална претња за „лица која га прогањају” (могућ је физички напад или хомицидни акт усмерен према прогонитељима). Сумануте идеје прогањања су обично удружене са суманутостима величине. Карактеристичне су за параноидну схизофренију.

##### Сумануте идеје односа
Сумануте идеје односа карактерише повезивање свих доживљаја и појава у болесниковом окружењу са његовом личношћу. Болесник сматра да се управо њему нешто (углавном претеће и непријатно) спрема. Безазлени гест саговорника, кашљуцање пролазника на улици, смешак ТВ водитеља, јавни скупови, штампа, радио, позориште, филмске представе итд., ништа од тога није случајно, већ се управо њему нешто дискретно упућује, прети, алудира, упозорава и сл. Према субјективном осећају болесника, ти сигнали су некада и евидентни целокупној јавности. Недужном окружењу болесник неретко замера пасивну "солидарност" са прогониоцима - "сви ви то добро знате, као и ја, само се правите луди...". Стање прати континуирани пораст незадовољства, које воде предузимању мера опрезности, ишчекивања нечег непријатног и страха. Ове идеје су такође познате и као интерпретативне. Карактеристичне су за параноидну схизофренију.

##### Сумануте идеје љубоморе
Болесник у одсуству било какве реалне основе, истражује, "доказује" неверства на психопатолошки начин. Болесник проверава мрље на доњем вешу, мирис и изглед полних органа, понекад постоји повезивање прељубе са члановима најуже породице итд. Болесник преклиње жену да му призна неверство (некада жена у очају призна да је преварила пацијента, иако то заправо није учинила, у нади да ће после "признања" престати психичка тортура), па ако то не успе онда јој он прети, туче је и сл. Могуће је и убиство сексуалног партнера на бази оваквих суманутих идеја. Карактеристичне су за параноидне психозе.

##### Сумануте идеје величине (експанзивне, грандоманске)
Доминирају идеје великог богатства, божје месије, краљевског порекла, проналазаштва (изумитељ машина које ће променити свет), пацијент тврди за себе да је познат, значајна историјска личност, има способност контроле времена, реформатор, крунски сведок који ће расветлити светску завери и сл. Овакви садржаји одређују и понашање пацијента. Карактеристичне су за манију, али их запажамо и код схизофрених пацијената.

##### Сумануте идеје пропасти
Пацијент сматра да је економски пропао, укућани ће помрети јер он породицу више не може да издржава, чак ће и цео свет следити његову судбину. Веровање да ће пацијента убрзо однети болест и сл. Понашање пацијента је у складу са датим веровањем. Карактеристичне су за депресију.

##### Сумануте идеје кривице и самооптуживања
Пацијент сматра да је одговоран и крив не само за своје стање, већ и за све грехове овог света (земљотрес у Јапану), прихвата одговорност и за догађаје у којима није учествовао (чак и за оно што се десило пре његовог рошења).

##### Хипохондријске сумануте идеје
Особа верује да болује од неке телесне болести, иако нема никаквих доказа који би тој тврдњи ишли у прилог. Ове идеје могу бити блажег интензитета, умерене, али и у екстремном облику (срце не ради, органи труле и сл.). Карактеристичне су за депресију.

##### Еротоманске сумануте идеје
Болесник сматра да је предмет сексуалног интересовања јавно познатих личности (из света естраде, политике, уметности...) с којим заправо никада у животу није ступио у контакт. Болесник прима мноштво дискретно скривених сигнала (кроз песму, осмех, мимику, гестове и сл.), на основу којих се особа само упушта у прихватање „понуђене“ понуде. Карактеристичне су за параноидне психозе.

##### Нихилистичке сумануте идеје
За болесника ништа више нема никакав смисао, живот, свет око њега. Болесник сматра да више ничег нема, његове породице (иако су објективно живи), других људи, укључујући и психијатра који је мртав, а и сам пацијент себе таквим доживљава. Карактеристичне су за депресију.

##### Сумануте идеје тровања
Утисак немарног, организованог тровања од стране других особа путем хране.

##### Религиозне сумануте идеје
Представљају некритични доживљај блиске везе са самим божанством, или је пацијент "ту негде", уз преузимање посебних мисионарских и месијанских способности и обавеза.

#### Етиопатогенеза суманутости
Препознајемо четири механизма настанка суманутог синдрома.
1. Интерпретативни - пацијент нормално опажа предмете и појаве у свом окружењу, али погрешно тумачи њихово значење услед идеоафективног блока (у основи је емоционални поремећај)
2. Интуитивни - на основу интуитивног веровања у своје заблуде ствара се идеоафективни блок, а суманути садржаји се третирају као аксиоми, тј. нити се доказују, нити се доводе у питање.
3. Имагинативни - у основу којег је пројекција сопствених маштања у спољашњу стварност, уз потпуни губитак границе између субјективног и објективног света.
4. Халуцинаторни - несвесни потиснути садржај се доживљава као реално у форми халуцинација.

## Психопатологија мишљења и кривично право
Као интелектуална функција, мишљење је од посебног значаја за судску психијатрију, с обзиром да је један од параметра процене урачунљивости и пословне способности (расуђивање и схватање).
Поремећаји мишљења по садржају, посебно у оквиру суманутих идеја љубоморе и прогањања, имају велики значај у кривично правној пракси (озбиљан ризик хомицидног деловања). Жртва је по правилу замишљени прогонитељ, љубавник или "неверни" супружник. У случају постојања кривичног дела у овим условима, извршилац се сматра потпуно неурачунљивим или битно смањених способности да схвати значај свог дела и управља својим поступцима (деловање је "одређено" патолошким суманутим садржајима).
Присилни подстицај оболелог од схизофреније се неретко хетероагресивно реализује и постаје предмет судско-психијатријске експертизе.

## Психопатологија мишљења и грађанско право
У грађанско-правним односима, особе које показују поремећеност функције мишљења, посебно поремећење мисаоног садржаја, сматрају се пословно неспособним (ако се правна радња одвија под утицајем суманутих идеја), а некада, зависно од конкретне ситуације, само ограничено способним.